# Industrie du Tarn

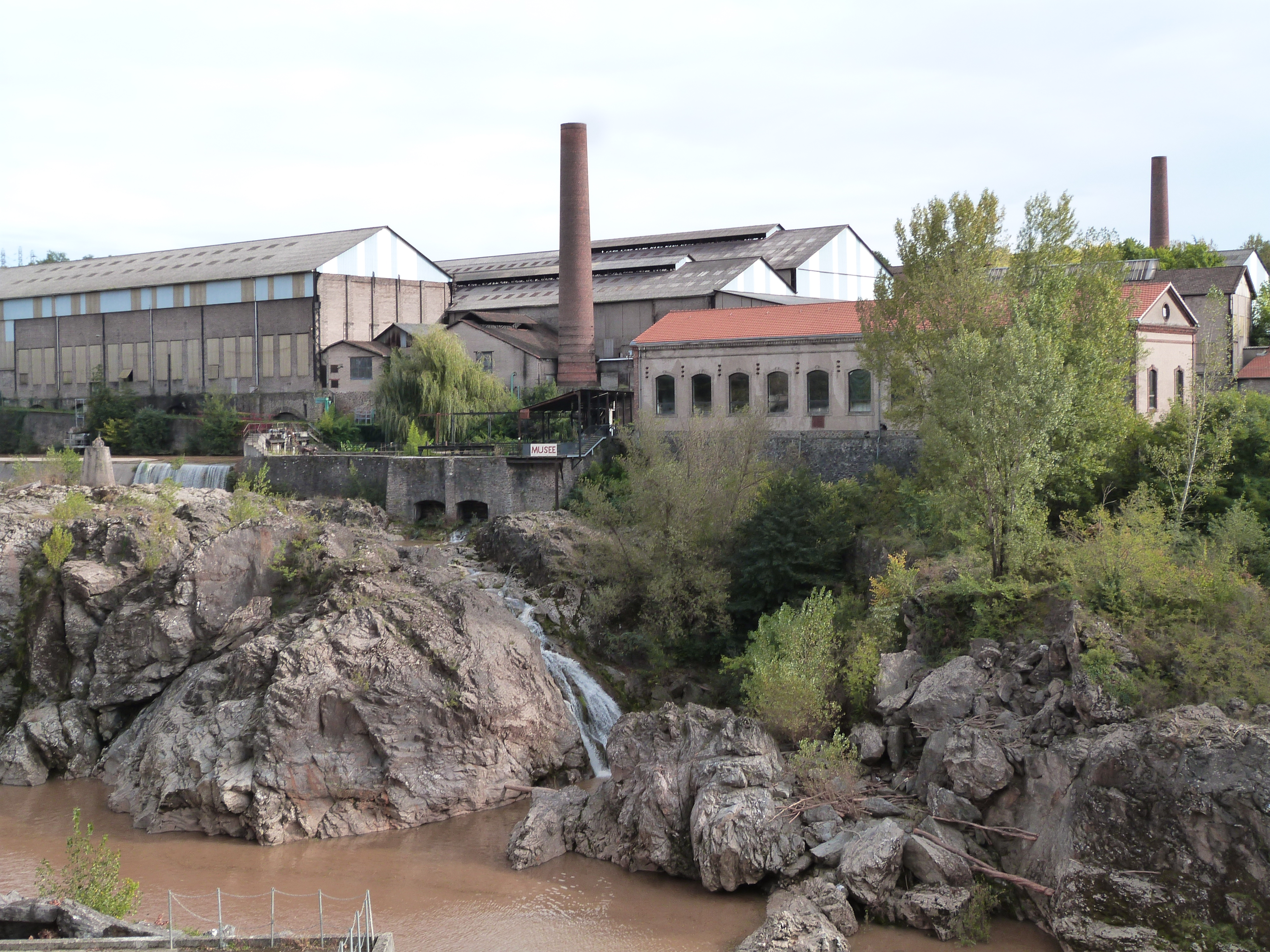
Usine du Saut du Tarn à Saint-Juéry.

 (avril 2019).
Si vous disposez d'ouvrages ou d'articles de référence ou si vous connaissez des sites web de qualité traitant du thème abordé ici, merci de compléter l'article en donnant les références utiles à sa vérifiabilité et en les liant à la section « Notes et références ».
L'industrie dans le Tarn possède une histoire très ancienne qui se prolonge à l'époque actuelle : le Tarn est le deuxième département industriel de Midi-Pyrénées.

## Historique
Dès les Rutènes, l'extraction du fer des monts d'Alban est attestée et s'accompagne de petits ateliers de transformation du minerai en métal. Au premier siècle de notre ère, des ateliers de poterie sont installés à Montans ; la qualité de l'argile et le savoir-faire gallo-romain permettent d'exporter des poteries sigillées vers Bordeaux et l'Europe du Nord. 
Au Moyen Âge, l'industrie locale de la brique permet aux villes en bordure du Tarn de croitre et le marché des cuirs et étoffes enrichit considérablement Cordes-sur-Ciel : les splendides maisons gothiques en témoignent. Aux  XVe et XVIe siècles, la culture du pastel entraine la construction de nombreux ateliers de transformation de la plante tinctoriale en boules de cocagne. Son exportation vers l'Europe du Nord crée de nombreux emplois dans le triangle d'or Albi-Toulouse-Carcassonne et un enrichissement de la bourgeoisie de ces villes. 
L'abondance du bois dans la forêt de la Grésigne permet la création d'ateliers verriers. À Carmaux, la découverte du charbon permet la création d'une ville industrielle consacrée à son extraction. Le passage à une exploitation organisée est liée à l'action de Gabriel de Solages et la création de la compagnie minière de Carmaux. Face au coût du transport de la houille, il cherche à l'utiliser au maximum sur place. Une verrerie rationnelle remplace l'artisanat de Grésigne et une sidérurgie se développe à Saint-Juéry : outre le charbon, elle utilise le fer d'Alban et l'énergie de la rivière au saut du Tarn pour y installer des martinets. La Société des Hauts-Fourneaux, forges et aciéries du Saut-du-Tarn est née.
Dans le sud du Tarn, les montagnes au sol pauvre sont essentiellement consacrées à l'élevage ovin. L'abondance de la laine incite Castres à développer l'industrie textile et Mazamet celle du délainage. À Graulhet, la mégisserie utilise une partie du cuir de Mazamet.
Dans la seconde partie du XXe siècle, la délocalisation des industries textiles et du cuir a fait régresser ce secteur industriel, comme la fermeture des mines à Carmaux, créant des friches industrielles et des bassins d'emploi sinistrés. À la même époque la réussite spectaculaire des laboratoires Pierre Fabre est due au dynamisme d'un pharmacien qui a développé l'industrie pharmaceutique et cosmétique. Des sites sont présents à Castres, Lavaur et Gaillac.

## Secteurs industriels

### Agroalimentaire
L'agriculture locale fournit la matière première à une industrie agroalimentaire florissante. Autour du vignoble de Gaillac, trois caves coopératives et plus d'une centaine de domaines particuliers transforment le raisin en vin. À Lacaune, la tradition charcutière perdure depuis des siècles grâce au climat de montagne permettant de sécher les salaisons. Un peu partout, de petits ateliers transforment la viande des élevages, notamment celui du canard à foie gras du sud-ouest. 

### Automobile
Créée en 2017 par Jean-Philippe Dayraut à Saint-Sulpice-la-Pointe, Devinci cars est un constructeur automobile tarnais de voiture de sport électrique.

### Pharmaceutique
Ce secteur florissant est dû aux laboratoires fondés par le pharmacien Pierre Fabre.

### Textile habillement et cuir
Même s'il est considérablement réduit depuis une trentaine d'années, il reste encore actif avec plusieurs centaines d'entreprises.

### Bois
Le massif forestier fournit la matière première à une industrie de l'ameublement et de matériaux de construction. Ateliers de fabrication de meuble et de charpente valorisent la production des scieries. 
L'abondance de la matière première et des déchets a même incité la mairie de Castres à l'utiliser pour construire une centrale à eau chaude pour le chauffage du nouvel hôpital et d'un quartier de grands ensembles.

### Machinisme et sous-traitance
Ce secteur industriel regroupe des PME dynamiques de plusieurs secteurs de l'usinage, des transports. Par exemple, la SAFRA d'Albi reconditionne des bus urbains ou des tramways, carrosserie et aménagement intérieur.

### Verre
La tradition verrière du nord du département continue. En 1895, à la suite d'une grève des verriers de Carmaux, Jean Jaurès appuie la construction d'une verrerie ouvrière à Albi. Elle appartient aujourd'hui au groupe Saint-Gobain.

### Bâtiment
Au-delà des entreprises traditionnelles de ce secteur, l'initiative innovante de Compobaie Solutions dont le siège est à Marssac-sur-Tarn est à souligner et compte trois usines dans le département (Marssac, Réalmont, Puygouzon) sur un total de 5 implantations.

## Sources